# Gemer (region)

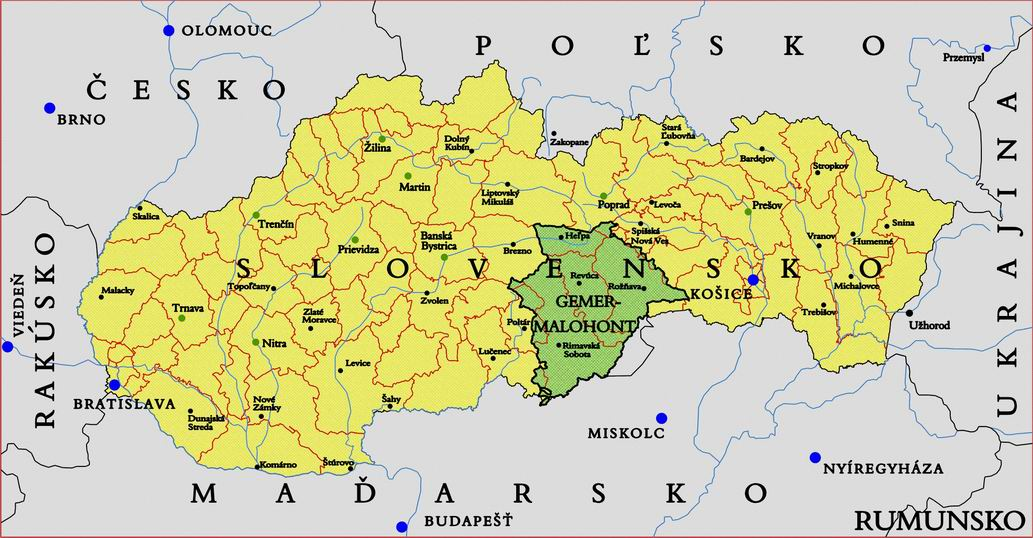
Současný region Gemer na Slovensku

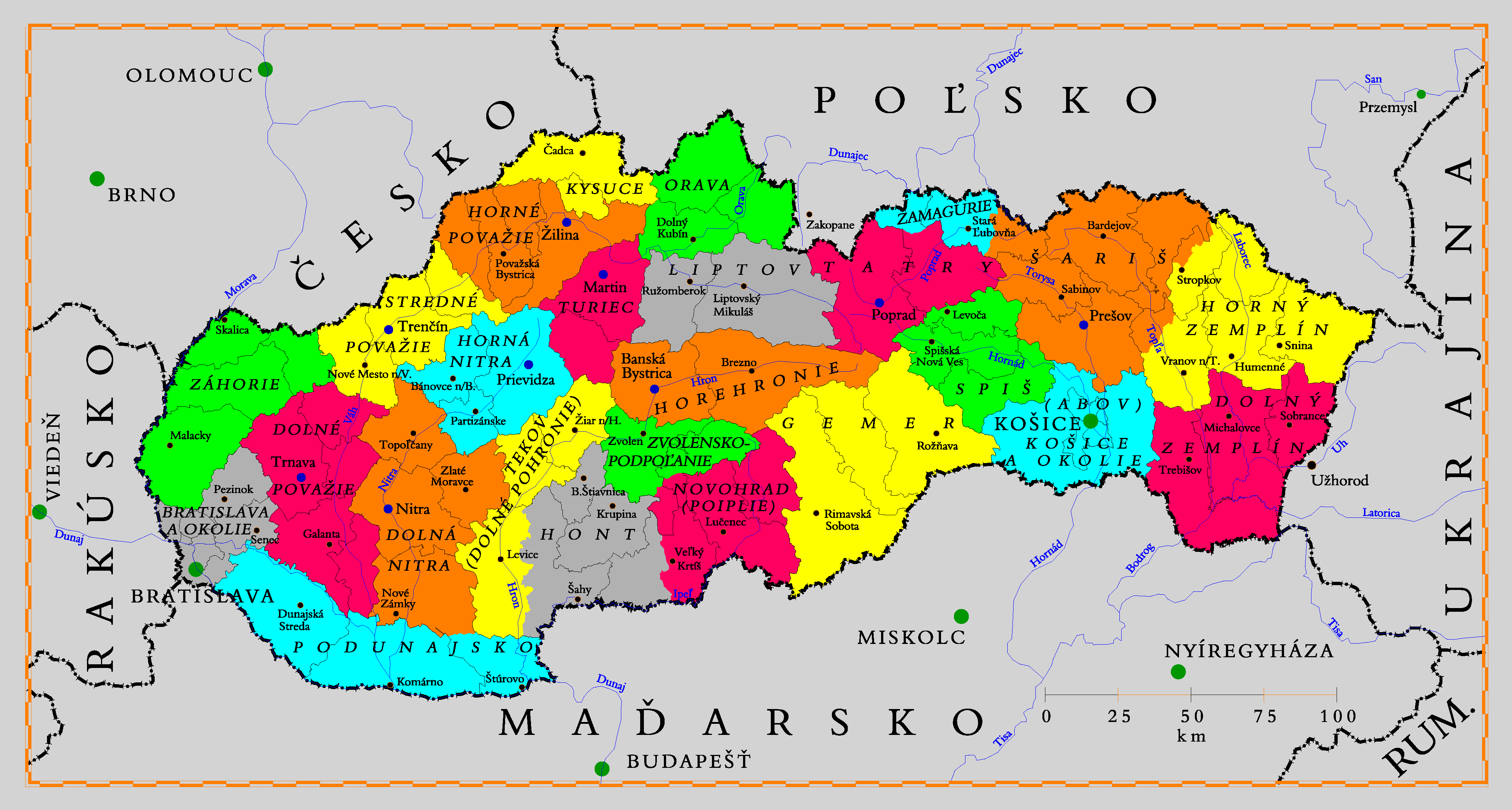
Příklad neoficiálních tradičních regionů Slovenska

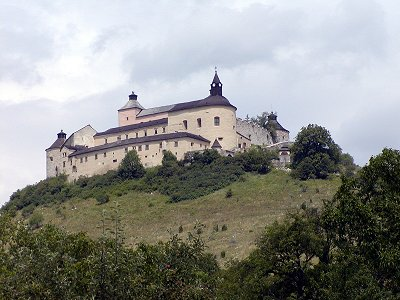
Krásna Hôrka

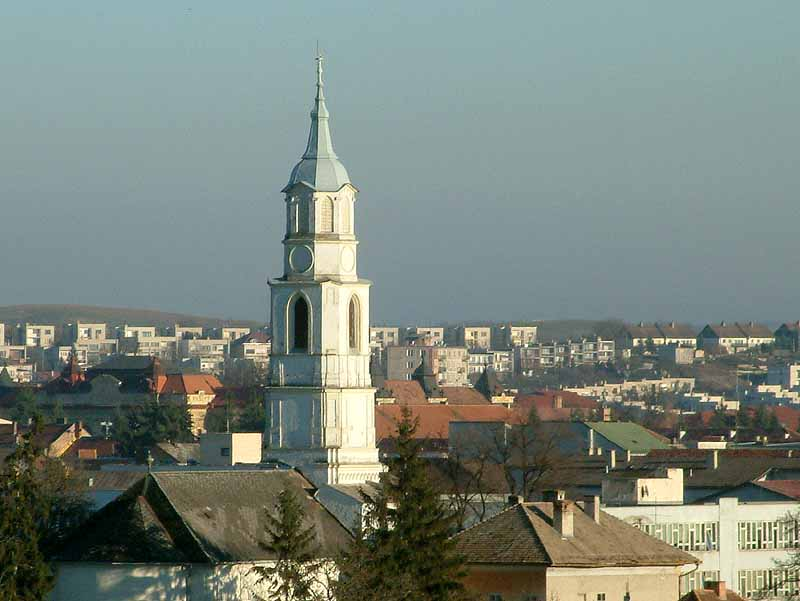
Rimavská Sobota

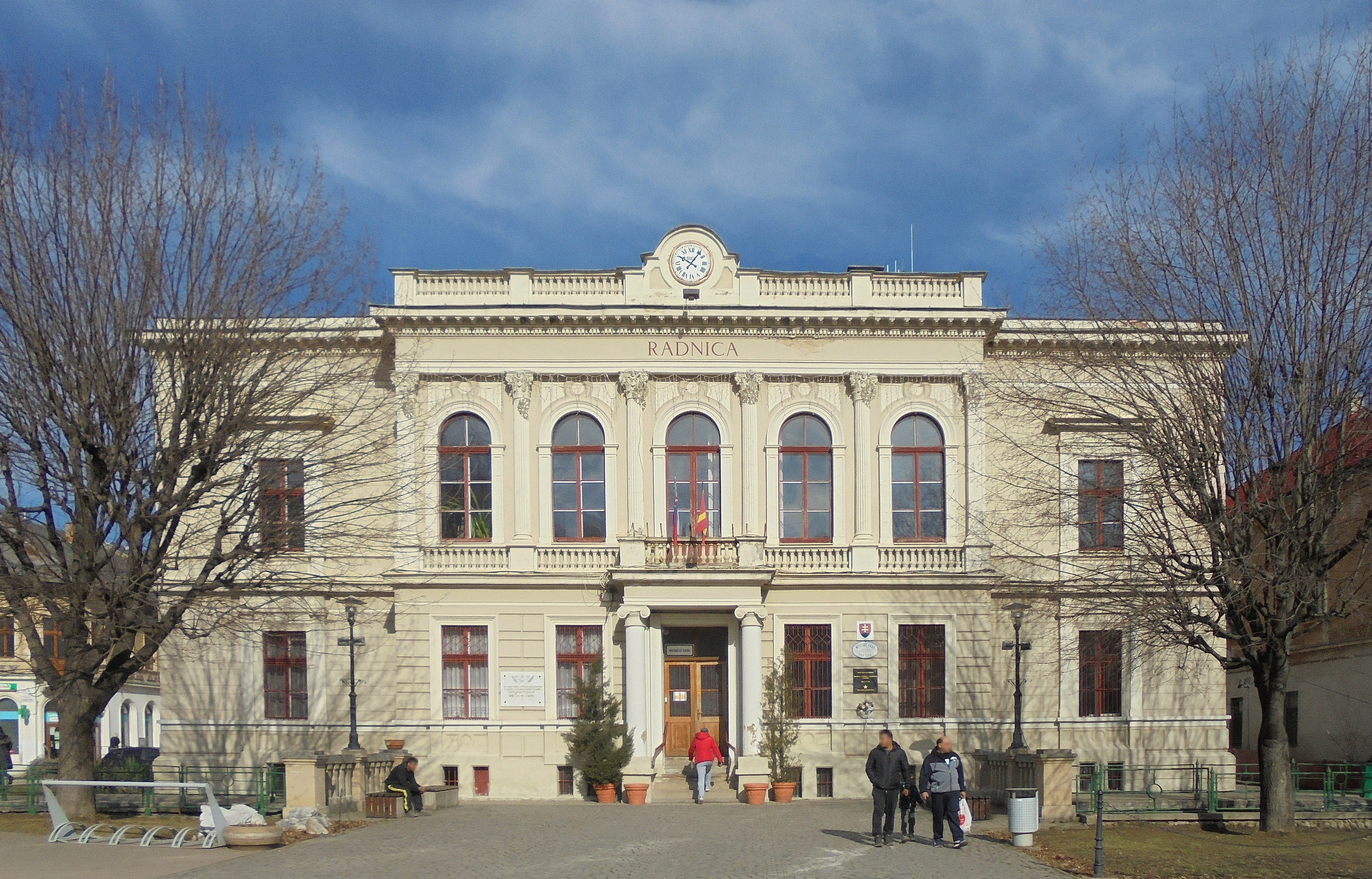
Budova radnice v Dobšinej

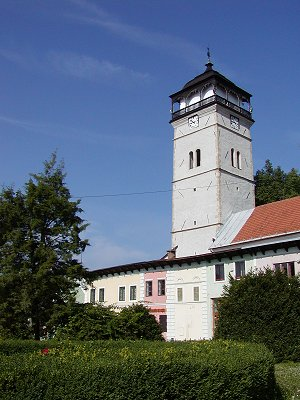
Rožňava strážní věž

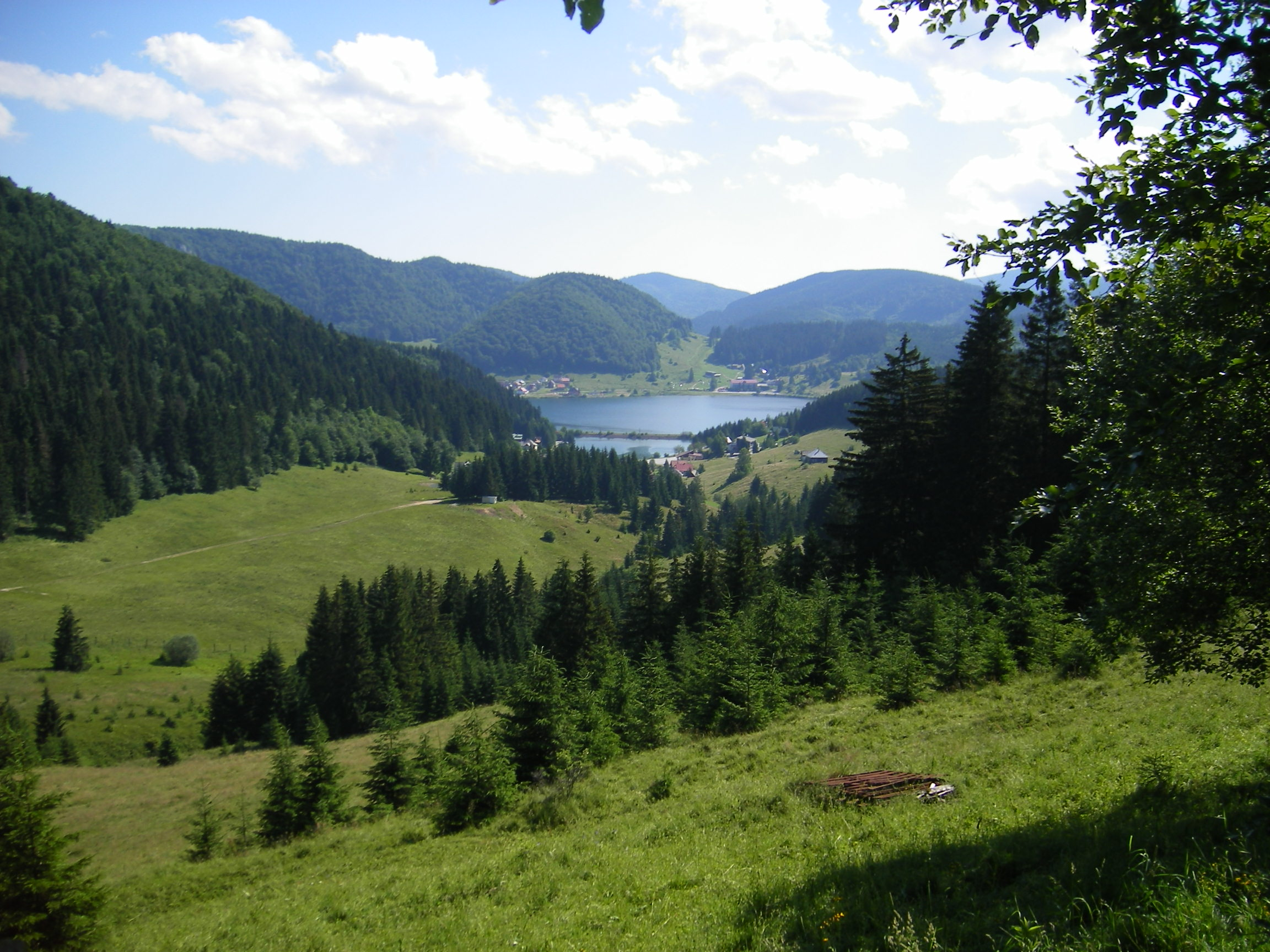
Vodní nádrž Palcmanská Maša

Gemer (Gemerský region cestovního ruchu) je jeden ze slovenských regionů a regionů cestovného ruchu. Jeho území je téměř totožné s územím bývalé Gemersko-malohontské župy.
Jako region cestovního ruchu oficiálně zahrnuje:
- Okres Rimavská Sobota (Malohont a Gemer)
- Okres Revúca (Gemer)
- Okres Rožňava (Gemer)

## Zajímavosti

### Města
- Dobšiná (Gemer)
- Hnúšťa (Malohont)
- Jelšava (Gemer)
- Muráň (Gemer)
- Revúca (Gemer)
- Rimavská Sobota (Malohont)
- Rožňava (Gemer)
- Tisovec (Malohont)
- Tornaľa (Gemer)

### Hrady a zámky
- Gemerský hrad (Gemer)
- Krásna Hôrka (Gemer)
- Hajnáčka (Gemer)
- Muráň (Gemer)
- Betliar (Gemer)
- Jelšava (Gemer)
- Hrachovo (Malohont)
- Veľký Blh (Gemer)
- Rimavské Janovce (Gemer)
- Plešivec (Gemer)

### Zpřístupněné jeskyně
- Jeskyně Domica (Gemer)
- Gombasecká jeskyně (Gemer)
- Ochtinská aragonitová jeskyně (Gemer)
- Dobšinská ledová jeskyně (Gemer)
- Stratenská jeskyně (Gemer)
- Krásnohorská jeskyně (Gemer)

### Vodní plochy
- Teplý vrch - obec Teplý Vrch (Gemer)
- Palcmanská Maša (Gemer)